# Uroplatus
Uroplatus, del griego clásico οὐρά (ourá), "cola", y πλατύς (platús), "plano", es un género de gecos de la familia Gekkonidae. Comúnmente conocidos como geckos de cola de hoja o geckos de cola plana. Engloba a una serie de especies nativas de Madagascar.

## Especies
Se reconocen las siguientes 16 especies:
- Uroplatus alluaudi Mocquard, 1894.
- Uroplatus ebenaui (Boettger, 1879).
- Uroplatus fiera Ratsoavina, Ranjanaharisoa, Glaw, Raselimanana, Miralles & Vences, 2015.[2]
- Uroplatus fimbriatus (Schneider, 1797).
- Uroplatus finiavana Ratsoavina, Louis, Crottini, Randrianiaina, Glaw & Vences, 2011.[3]
- Uroplatus garamaso Glaw, Köhler, Ratsoavina, Raselimanana, Crottini, Gehring, Böhme, Scherz & Vences, 2023.[4]
- Uroplatus giganteus Glaw, Kosuch, Henkel, Sound & Böhme, 2006.
- Uroplatus guentheri Mocquard, 1908.
- Uroplatus henkeli Böhme & Ibisch, 1990.
- Uroplatus lineatus (Duméril & Bibron, 1836).
- Uroplatus malahelo Nussbaum & Raxworthy, 1994.
- Uroplatus malama Nussbaum & Raxworthy, 1995.
- Uroplatus phantasticus (Boulenger, 1888).
- Uroplatus pietschmanni Böhle & Schönecker, 2004.
- Uroplatus sameiti Böhme & Ibisch, 1990.
- Uroplatus sikorae Boettger, 1913.